# Ях'я аль-Мутаваккіль Шараф-ад-Дін
Ях'я аль-Мутаваккіль Шараф-ад-Дін (араб. يحيى شرف الدين المتوكل; 25 лютого 1473 – 27 березня 1555) — імам Зейдитської держави у Ємені.

## Життєпис
Був онуком імама Ахмада аль-Магді бін Ях'я. У вересні 1506 року проголосив свій імамат. У той час ще один імам правив у єменському високогір'ї – ан-Насір аль-Хасан, який був більше письменником, ніж політиком. 1517 року династія Тахіридів, що правила у низовині та у високогір'ї на південь від Таїза, зазнала поразки від мамелюків з Єгипту, й султан Амір був убитий. Невдовзі султанат мамелюків, у свою чергу, зазнав поразки від османського султана Селіма I. Як наслідок, війська мамелюків у Ємені були змушені визнати верховну владу Селіма. Від слабкого гарнізону в Сані довелось відмовитись, і важливе місто перейшло до рук імама аль-Мутаваккіля. Він продовжив розширювати територію Зейдитського імамату за рахунок різних дрібних князів Тахіридів, які до того часу правили окремими доменами. Таїз здався 1534 року, потім Кханфар, Лахдж та Аб'ян.
За три десятиліття боротьби аль-Мутаваккіль поширив свою владу на більшу частину зейдитських громад у Ємені, а також на кілька сунітських регіонів. Імаму допомагали його сини, зокрема аль-Мутаххар. Таким чином, він відновив Зейдитський імамат після тривалого періоду роздробленості. Тим не менше, турки-османи були кровно зацікавлені у закріпленні Ємену за собою. У той час португальські мореплавці стали перешкодою в регіоні Індійського океану, загрожуючи перервати торгівлю між Червоним морем та узбережжям Індії. Османська експедиція установила свою владу в Забіді 1539 року, але їхній невеликий анклав утримувався силами імама упродовж восьми років. Суперечки між найближчими родичами імама грали на користь турків. Навіть його найздібніший син аль-Мутаххар закликав османського командира до Забіда, щоб здійснити напад на землі імама.
1547 року, коли розпочався нова турецька військова експансія, аль-Мутаваккіль був змушений шукати підтримки у свого сина. Останній фактично взяв на себе повноваження батька та карбував монети від власного імені. Однак, турецький наступ зупинити було неможливо. Того ж 1547 року Удзімір паша узяв Сану, було вирізано 1200. Аль-Мутаххар продовжив боротьбу проти османів у високогір'ї. Аль-Мутаваккіль, хоч і втратив владу, але зберіг значний вплив у зейдитському суспільстві. Він помер 1555 року в Зафірі.